# Johnny Pacheco

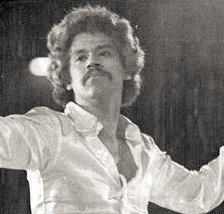

Juan Pablo Pacheco Knipping (Santiago de los Caballeros, 25 maart 1935 – 15 februari 2021), beter bekend als Johnny Pacheco, was een Dominicaans-Amerikaanse muzikant, arrangeur, componist, bandleider en producer. Hij werd een van de leidende exponenten van een nieuwe dans aan het eind van de jaren vijftig van de twinstigste eeuw, de pachanga, een mix van Cubaanse ritmes en merengue, die hem wereldwijde bekendheid bezorgde en een belangrijke rol speelde in de ontwikkeling van de Latijns-Amerikaanse muziek.
Als oprichter en muzikaal leider van het platenlabel Fania Records werd Pacheco in de jaren zestig en zeventig een leidende figuur in de New York (stad)se Salsa (muziekstijl)scene. Hij maakte het gebruik van de term "salsa" populair en richtte de Fania All-Stars op, om de toonaangevende artiesten van het genre te presenteren.
Pacheco was negenvoudig genomineerd voor een Grammy Award en ontving in 2005 de Latin Grammy Lifetime Achievement Award van de Latin Recording Academy.

## Levensloop
Juan Pablo Pacheco Knipping werd geboren op 25 maart 1935 in Santiago de los Caballeros, een stad in de Dominicaanse Republiek. Hij erfde zijn passie voor muziek van zijn vader, Rafael Azarías Pacheco, de leider en klarinettist van het Orquesta Santa Cecilia. Het Orquesta, een van de toonaangevende Dominicaanse bigbands van de jaren dertig, was de eerste die Luis Alberti's merengue "Compadre Pedro Juan" opnam. Rafael was de kleinzoon van een Spaanse soldaat die arriveerde tijdens de Spaanse herannexatie van Santo Domingo. Zijn moeder, Octavia Knipping Rochet, was de kleindochter van een Franse kolonist en de achterkleindochter van een Duitse koopman die getrouwd was met een Dominicaanse vrouw die geboren was uit Spaanse kolonisten.
Pacheco en zijn familie migreerden van de Dominicaanse Republiek naar New York toen hij elf jaar oud was. Als kind leerde hij verschillende instrumenten bespelen, waaronder accordeon, viool, fluit, saxofoon en klarinet. Later ging hij naar de Brooklyn Technical High School, met als hoofdvak elektrotechniek. Hij werkte een tijd in dit vakgebied, maar stopte uiteindelijk vanwege het lage loon Hij studeerde slagwerk aan de Juilliard School.

### Jaren 50
In 1953 speelde Pacheco percussie en zong met de band van Gil Suárez. Het jaar daarop richtte hij The Chuchulecos Boys op met Eddie Palmieri op piano, Barry Rogers op trombone en andere toekomstige beroemdheden in de New Yorkse salsascene: Al Santiago, Mike Collazo en Ray Santos. Ze speelden op bruiloften en andere sociale evenementen. Later speelde hij percussie voor meerdere bands, waaronder late-night shows, de band The Mambaleros van Lou Pérez, en de populaire orkesten van Tito Puente, Xavier Cugat en Dioris Valladares.
In oktober 1958 ontmoette Pacheco pianist Charlie Palmieri en samen met hem nam hij het latin jazzalbum Easy Does It op, uitgebracht door Gone Records. Pacheco speelde conga's en bongo's. Palmieri en Pacheco vormden vervolgens de charanga La Duboney in 1959, waar Pacheco fluit speelde. Hij werd echter al snel ontevreden over zijn rol in de groep; Palmieri's naam stond wel op de cover van de LP's, maar niet die van hem, ondanks zijn rol als lead arrangeur en co-regisseur. Bovendien was Palmieri's stijl verfijnder en minder verkoopbaar, terwijl Pacheco de voorkeur gaf aan eenvoudiger op zoon gebaseerde arrangementen. Na slechts één LP, Let's Dance the Charanga (United Artists), verliet Pacheco La Duboney om in 1960 zijn eigen charanga te ontwikkelen.

### Jaren 60
Pacheco vormde zijn eigen band, Pacheco Y Su Charanga, in 1960. Hun eerste promotionele single "El güiro de Macorina"/"Óyeme mulata", kreeg veel airplay in New York van DJ Rafael Font. Al Santiago, eigenaar van Alegre Records, besloot Pacheco en zijn band een platencontract aan te bieden. Hun debuutalbum Pacheco Y Su Charanga Vol. 1 verkocht 100.000 exemplaren binnen het eerste jaar na de release. Het succes van Pacheco leidde tot een nieuwe dansrage, de pachanga (combinatie van "Pacheco" en "charanga"). De muziek voor de pachanga werd sterk beïnvloed door de uptempo merengue en chachacha hybride stijl, ontwikkeld door Eduardo Davidson in 1959; De charanga van José Fajardo maakte deze stijl populair.
Pacheco toerde door de Verenigde Staten, Europa, Azië en Latijns-Amerika ter ondersteuning van het album.
Het succes van de band bracht hen ertoe nog vier albums op te nemen voor Alegre Records. Pachecco herenigde zich ook met Charlie Palmieri voor twee albums: de jamsessie Alegre All-Stars uit 1961 en het gezamenlijke album Las charangas. Al Santiago kwam echter in financiële moeilijkheden, wat Pacheco's beslissing beïnvloedde Alegre Records in 1963 te verlaten.
Eind 1963 ontmoette Pacheco Jerry Masucci, een advocaat, en al snel richtten ze Fania Records op. Bij dit lavel lanceerde en verstevigde Pacheco de carrières van vele populaire salsaartiesten. Hij noemde het label naar het nummer "Fanía" van Reinaldo Bolaños, beroemd gemaakt door Estrellas de Chocolate in Cuba in 1960.
In 1965 nam Pacheco drie albums op, waarvan twee met Monguito el Único als leadzanger: Pacheco op de N.Y. World's Fair en Pacheco te invita a bailar. Het derde album bestond uit instrumentale opnamen (jamsessies), en heette Pacheco, His Flute en Latin Jam In 1966 werkte Pacheco samen met Monguito en Chivirico Dávila om een ander album op te nemen, Viva África, genoemd naar het feit dat Pacheco onlangs door het continent had getoerd.In 1967 nam hij Sabor típico op met Pete "El Conde" en Pacheco Presents Monguito, het debuutalbum van Monguito el Único als leadartiest.
Pacheco heeft meer dan 150 nummers opgenomen en gecomponeerd. Onder hen zijn "Mi Gente", "La Dicha Mia", "Quítate Tú" (Pa' Ponerme Yo), "Acuyuye", "El Rey de la Puntualidad", "El Número Cien" van Tito Puente en Celia Cruz's Celia y Tito. Pacheco is ook een inspiratie geweest voor de jongere generaties. Zo nodigde rapartiest Mangu hem uit om samen te werken aan een album getiteld Calle Luna y Calle Sol. Pacheco arrangeerde het album, zong in het refrein en speelde fluit.
Pacheco produceerde ook muziek voor meerdere speelfilms.